# Droga wojewódzka nr 838
Droga wojewódzka nr 838 (DW838) – droga wojewódzka w województwie lubelskim, w powiecie łęczyńskim, świdnickim i krasnostawskim o długości 25 km. Łączy drogę krajową 82 w Głębokim z drogą krajową i europejską 17 (E372) w Fajsławicach.

## Miejscowości leżące przy trasie DW838
- Głębokie
- Wola Korybutowa-Kolonia
- Dorohucza
- Trawniki
- Fajsławice